# روايات عالمية للجيب
روايات عالمية للجيب هي سلسلة روايات اصدرتها المؤسسة العربية الحديثة وكان د.نبيل فاروق أول من بدأ في كتباتها حتى العدد السابع ولكن د.أحمد خالد توفيق كان تولى ذلك الأمر نيابة عن د.نبيل نظرًا لمشغوليات الأخير في كتابة
تهتم السلسلة بترجمة اعظم الكتب العالمية الي اللغة العربية في يسر وتبسيط وهذا ما يميز السلسه انها تقوم بنقلها بيسر

## نبذة عن السلسلة
مختلف صنوفه .. من الالغاز البوليسية إلى الروايات الرومانسية .. من عالم المغامرات إلى آفاق الخيال .. من الفروسية إلى دنيا الاساطير .. فهذه السلسلة تجمع لك كل صنوف الادب العالمى. فقد أجمع الكل على أن هذه السلسلة من أفضل السلاسل على الإطلاق، لما تتمتع به من أدب رفيع، وأسلوب شيق، وأفكار جديدة تجذبك إليها بشدة. وأصبحت هذه السلسلة الآن من أفضل السلاسل لدى جميع القراء .. لعشق أسلوب مؤلفيها الذين يعتبرون من أبرز المؤلفين العالميين، الذين يبهروك في كل عدد بأسلوبهم المتميز الراقى وأفكارهم المتعددة الممتازة. فنصيحة للذين لم يقرأوا هذه السلسلة .. لا تتأخر واقرأ أحد الأعداد .. وسترى. فهذه هي بغيتك الحقيقية التي تنتظرها .

## أعداد السلسلة[2][3]
1. فلاش جوردن
2. كنوز الملك سليمان
3. دكتور نو
4. حرب النجوم
5. الفك المفترس
6. فوق مستوى الشبهات
7. رحلة إلى مركز الأرض
8. الغيبوبة
9. الشيطانة
10. لقاءات من النوع الثالث
11. و جاء العنكبوت
12. قبضة الشيطان الذهبية
13. الأعماق
14. القتل بدون مقدم أتعاب
15. سلالة أندروميدا
16. الغرفة الحمراء
17. وادى العناكب
18. دوريان جراى
19. العالم المفقود
20. صانع الأمطار
21. ألف ليلة و ليلة الجديدة
22. سباق الموت
23. كونغو
24. كلب آل باسكرفيل
25. مدينة مثل أليس
26. الحزاز
27. مطار 77
28. النطاق المسموم
29. الجزيرة
30. لا تنظرى الآن
31. جزيرة الدكتور مورو
32. عرين الدودة البيضاء
33. رحيق الملكات
34. وصية الثلاثين ألف دولار
35. العميل
36. ما وراء العالم
37. خلف جدار النوم
38. الغريم الخفى
39. قضية الذئب
40. الرجل الذى كان الخميس
41. الجزيرة الغامضة
42. 451 فهرنهايت
43. دورةالمذءوب
44. حكايات أوسكار وايلد
45. قلب الظلام
46. كتب الدم
47. أوديسا الفضاء
48. دكتور جيكل ومستر هايد
49. حكايات مارك توين
50. 1984 ج1
51. 1984 ج2
52. موبى ديك
53. غريب في أرض غريبة ج1
54. غريب في أرض غريبة ج2
55. حكايات أندرسن
56. الستار
57. قصص من أزيموف
58. شرطى المكتبة
59. أسطورة سليبي هولو
60. كارميللا
61. محامى الشوارع
62. قاعة المرايا
63. جوهرة النجوم السبعة
64. مغامرات أرسين لوبين
65. أليس في بلاد العجائب
66. قلعة الأسرار
67. عبودية الإنسان
68. نداء كثولو
69. لورد جيم
70. ماتيلدا
71. الرجل الذي يجمع كتب بو
72. قطار الجحيم
73. الرجل الخفي
74. أفضل قصص الأشباح
75. التنين الأحمر
76. الأفق المفقود
77. ساحر أوز
78. تايبي
79. احزان الشيطان
80. سبعة مفاتيح لبالدبيت
81. أمريكي في بلاط الملك
82. غبار النجوم
83. قلبك ملك لي